# AKK Varaždin
Auto i karting klub Varaždin, hrvatski automobilistički klub iz Varaždina. Uspješni vozači iz ovog kluba su Dejan Vuradin i R. Vuradin. Klub je uspješan u autocrossu. Suorganizira međunarodnu Autocross Nagradu Hrvatske na stazi Kućanu Gornjem.

## Vanjske poveznice
- Racing.hr  Arhivirana inačica izvorne stranice od 23. studenoga 2020. (Wayback Machine)